# Даниловка (Зубово-Полянський район)
Дани́ловка (рос. Даниловка, ерз. Даниловка) — селище у складі Зубово-Полянського району Мордовії, Росія. Входить до складу Анаєвського сільського поселення.
Населення — 28 осіб (2010; 23 у 2002).
Національний склад (станом на 2002 рік):
- мордва — 100 %